# Lipoprion rufoornatus
Lipoprion rufoornatus är en stekelart som först beskrevs av Cameron 1907.  Lipoprion rufoornatus ingår i släktet Lipoprion och familjen brokparasitsteklar. Inga underarter finns listade i Catalogue of Life.